# Норт-Балтимор (Огайо)
Норт-Балтимор (англ. North Baltimore) — селище (англ. village) в США, в окрузі Вуд штату Огайо. Населення — 3369 осіб (2020).

## Географія
Норт-Балтимор розташований за координатами 41°10′47″ пн. ш. 83°40′6″ зх. д. / 41.17972° пн. ш. 83.66833° зх. д. (41.179755, -83.668259).  За даними Бюро перепису населення США в 2010 році селище мало площу 6,47 км², з яких 6,40 км² — суходіл та 0,07 км² — водойми.

## Демографія
Згідно з переписом 2010 року, у селищі мешкали 3432 особи в 1317 домогосподарствах у складі 880 родин. Густота населення становила 530 осіб/км².  Було 1468 помешкань (227/км²).
Расовий склад населення:
| - 96,3 % — білих - 0,6 % — чорних або афроамериканців - 0,4 % — азіатів - 0,2 % — корінних американців - 1,2 % — осіб інших рас |

До двох чи більше рас належало 1,3 %. Частка іспаномовних становила 4,8 % від усіх жителів.
За віковим діапазоном населення розподілялося таким чином: 26,9 % — особи молодші 18 років, 59,2 % — особи у віці 18—64 років, 13,9 % — особи у віці 65 років та старші. Медіана віку мешканця становила 36,4 року. На 100 осіб жіночої статі у селищі припадало 95,2 чоловіків;  на 100 жінок у віці від 18 років та старших — 89,4 чоловіків також старших 18 років.
Середній дохід на одне домашнє господарство  становив 53 704 долари США (медіана — 44 737), а середній дохід на одну сім'ю — 64 107 доларів (медіана — 57 357). Медіана доходів становила 38 241 долар для чоловіків та 28 500 доларів для жінок. За межею бідності перебувало 13,9 % осіб, у тому числі 23,0 % дітей у віці до 18 років та 0,0 % осіб у віці 65 років та старших.
Цивільне працевлаштоване населення становило 1639 осіб. Основні галузі зайнятості: виробництво — 39,4 %, освіта, охорона здоров'я та соціальна допомога — 15,1 %, роздрібна торгівля — 11,3 %, мистецтво, розваги та відпочинок — 10,3 %.